# Anthemis alpestris
Anthemis alpestris es una hierba perenne de menos de 50 cm de alta montaña endémica de la península ibérica

## Descripción
Hemicriptófito, hierba perenne con yemas a ras de suelo de hasta 40 cm. En general carece de lígulas en sus capítulos, a diferencia de otras Anthemis y por sus brácteas involucrales pálidas. Flores tubulosas. 
Aquenios, cipselas de aprox. 2 x 1 mm.

## Hábitat
A. alpestris es un caméfito propio de pastizales vivaces montanos y afloramientos rocosos de zonas de media montaña, a menudo en ambiente de robledal de Quercus pyrenaica Willd. Resulta más abundante sobre suelos silíceos y en el piso bioclimático supramediterráneo. Ha sido encontrado creciendo entre 700 (Montes de León, norte de Portugal) y 1.800 (Sistema Central) metros de altitud. Aunque en 1982 Castroviejo, Nieto Feliner y Sánchez de Molina en cotas más elevadas, la de Béjar (2.425 m) y El Barco (2.390 m)

## Distribución
Endemismo ibérico que se distribuye principalmente por el centro y norte de la península ibérica, en particular por los sistemas central e Ibérico y montes de León, más algunas localidades de la Cordillera Costero Catalana. Se va enrareciendo hacia el sur, donde se conoce únicamente de los montes de Toledo

## Taxonomía
BOISSIER & REUTER (1842: 16-17) describen esta planta a partir de material madrileño recolectado por Reuter en la sierra de Guadarrama (valle del Paular), denominándola A. chrysocephala Boiss. & Reut. Ind. loc.: 
```
“Hab. In arenosis regionis montanae inferioris Sierra de Guadarrama inter pagum ejusdem nominis et la Granja, et in valle del Paular, montes de Toledo supra San Pablo (Reuter)”.
```

## Sinonimia
- Anthemis montana var. chrysocephala Boiss. en Fl. Orient., 1875
- Anthemis montana var. discoidea Willk. en Prodr. Fl. Hispan. 1865
- Chamaemelum alpestre Hoffmgg. & Link en 1834

## Nombre vernáculo
Manzanilla alpina